# Trabzonspor
Trabzonspor je turški nogometni klub, ki je bil ustanovljen leta 1967 v Trabzon (provinca).

## Znameniti igralci
- Mirosław Szymkowiak
- Róbert Vittek